# 향영
향영(중국어 정체자: 向榮, 병음: Xiang Rong 시앙롱[*]: 1792년-1856년 8월 9일)은 청나라의 군인이다. 자는 흔연(欣然).
사천성 대녕(현재의 중경시 무계현) 출신. 감숙제독 양우춘 휘하에서 청해·신강 일대의 전쟁에 종군했다. 그 뒤 직례총독 보르지기트 키샨에게 재능을 인정받아 1833년 개주협부장이 되었다. 1847년 사천제독, 1851년 광서제독을 역임했다.
태평천국의 난이 일어나자 광서성에서부터 태평군을 추격했고, 흠차대신에 임명되었다. 1853년 태평군이 남경을 점령, 천경으로 개칭하자 향영은 천경 코앞에 강남대영을 축성하고 키샨의 강북대영과 함께 천경을 포위하는 체제를 취했다. 대치 3년차인 1856년 6월 태평군이 제1차 강남대영 공략전에 성공, 강남대영은 파괴되고 향영은 단양으로 후퇴해 진일강의 태평군과 격전을 벌였다. 같은 해 8월 사망. 자살이라는 설도 있다. 후임 흠차대신으로는 강남제독 허셔리 호춘이 부임했다.